# Raymond Dandy
Raymond François Émile Marie Pierre Frau conosciuto con lo pseudonimo Raymond Dandy (Gorée, 14 ottobre 1887 – Parigi, 9 febbraio 1953) è stato un attore, regista e produttore cinematografico francese di origine italiana, interprete dei personaggi Kri Kri, Ovaro e Dandy.

## Biografia
Nacque in Senegal da padre italiano di origine sarda e madre francese, trascorse l'infanzia in Tunisia e a Marsiglia, e l'adolescenza a Parigi. Frequentò il ginnasio, e all'età di 13 anni debuttò come acrobata in un circo equestre.
Nel 1910, in occasione di uno spettacolo al circo Medrano assunse per la prima volta il nome d'arte Raymond Dandy, dove si esibì come clown dal nome Ovaro.
Nel 1912 partì per Roma, dove fu ingaggiato dalla casa cinematografica Cines. Sulla scia di altri personaggi comici del cinema muto italiano di allora come Cretinetti (André Deed) e Tontolini (Ferdinand Guillaume), qui creò il personaggio di Kri Kri, che interpretò in quasi 140 cortometraggi tra il 1912 e il 1915. Il suo personaggio, Kri Kri recitò accanto ad altri personaggi comici come Checco (Giuseppe Gambardella), Lea (Lea Giunchi) e il piccolo Cinessino (Eraldo Giunchi).
Qualche anno dopo tornò in Francia, dove lavorò per la Éclair, e recitò in alcuni cortometraggi fino al 1921. Parallelamente si dedicò anche al teatro e al music-hall.
Nel 1922 si recò a Vienna e fu ingaggiato dalla Alba Film, ma nel giro di pochi mesi questa ditta fallì a causa della sua instabile situazione economica. Dandy si legò poi alla società Listo-Filmfabrik und Kopieranstalt, con la quale fondò nel 1923 la Listo-Dandy-Film-Consortium. Da produttore e regista l'attore francese girò 5 pellicole, tra le quali Tutankhamen.
Divenuto ormai un attore comico famoso, Dandy venne assunto nel 1925 al Moulin Rouge di Parigi. Vi rimase fino al 1929 e qui lavorò insieme a Mistinguett e all'allora debuttante Jean Gabin. Nei mesi seguenti venne ingaggiato dal Casino de Paris, dove nel 1932 incontrò la cantante Joséphine Baker. Nel corso gli anni trenta interpretò ancora ruoli cinematografici, ma di minore importanza. Dal 1936 al 1949 lavorò al Folies Bergére.
Morì nella notte del febbraio 1953 all'ospedale Lariboisiére di Parigi all'età di 66 anni.

## Filmografia parziale

### Attore
- Kri Kri in prova (1912)
- Kri Kri e il Quo vadis? (1912)
- Kri Kri corteggiatore (1912)
- Kri Kri e Checco cercano moglie (1913)
- Il matrimonio di Kri Kri (1913)
- Kri Kri e la suocera (1913)
- Le disgrazie matrimoniali di Kri Kri (1913)
- Kri Kri, Lea e Marco (1913)
- Kri Kri bianco e nero (1913)
- Kri Kri ritorna da Tripoli (1914)
- La pasqua di Cinessino (1914)
- Kri Kri visita Napoli (1914)
- Kri Kri imita Pegoud (1914)
- Kri Kri reduce d'Africa (1914)
- Kri Kri rinuncia alle donne (1915)
- Kri Kri martire della suocera (1915)
- Kri Kri offre il braccio alla Patria (1915)
- Kri Kri contro Sherlock Holmes (1915)
- La disfatta di Sherlock Holmes (1915)
- Kri Kri modernista (1916)
- Kri Kri contro i gas asfissianti (1916)
- Dandy prend des vacances, regia di Georges Rémond (1919)
- Dandy fait un béguin, regia di Georges Rémond (1920)
- Dandy paye ses dettes, regia di Georges Rémond (1920)
- Dandy navigateur, regia di Georges Rémond (1920)
- Ohé! Les valises (1928)
- Les lions (1928)
- L'héritage de Lilette, regia di Michel Du Lac (1930)
- Plein la vue, regia di Edmond Carlus (1931)
- Occupe-toi d'Amélie, regia di Marguerite Viel e Richard Weisbach (1932)
- Minuit, place Pigalle, regia di Roger Richebé (1934)
- Tre valzer (Le trois valses), regia di Ludwig Berger (1938) (non accreditato)
- La revanche de Roger la Honte, regia di André Cayatte (1946)
- Un marito per mia madre (Miquette et sa mére), regia di Henri-Georges Clouzot (1950)

### Regista
- La vita coniugale di Kri Kri (1912)
- Kri Kri Detective (1912)
- Kri Kri acrobata suo malgrado (1913)
- La zia di Kri Kri (1913)
- Kri Kri senza testa (1913)
- Kri Kri fumatore d'oppio (1913)
- Kri Kri è miope (1913)
- La trovata di Kri Kri (1914)
- Kri Kri e le suffragette (1914)
- Viaggio di nozze di Kri Kri (1915)
- Tutankhamen (1923)
- Hungerleider (1923)
- Dandy lernt Skifahern (1923)
- Dandy, das Stubenmädchen  (1923)
- Dandy als Feuerwehrmann (1923)